# Prezident Rakouska
Prezident Rakouské republiky (německy Bundespräsident der Republik Österreich) je hlavou Rakouské republiky. Ačkoli mu ústava teoreticky svěřuje velké pravomoci, v praxi se jedná převážně o ceremoniální a symbolickou funkci.

## Postavení
Úřad prezidenta byl zřízen v roce 1920 po rozpadu Rakouska-Uherska a Habsburské monarchie v roce 1918. Prezident jako hlava státu vystřídal předsedu ústavodárného shromáždění, postmonarchistického prozatímního zákonodárného sboru. Původně měl být prezident volen přímo rakouským lidem ve všeobecných volbách každých šest let, místo toho byl však jmenován Spolkovým shromážděním, a to až do roku 1951, kdy se prvním lidově zvoleným prezidentem stal Theodor Körner. Od zavedení lidového hlasování byli do prezidentského úřadu zvoleni pouze kandidáti Sociálně demokratické strany a Lidové strany, s výjimkou dosavadního prezidenta Alexandera Van der Bellena, který byl podporován Zelenými.
Prezident je volen na šest let, s možností jednoho znovuzvolení. Volební právo mají všichni rakouští občané starší šestnácti let, kteří nebyli odsouzeni k trestu odnětí svobody na více než jeden rok. Kandidát musí dosáhnout alespoň 35 let. Do roku 2011 nesměli kandidovat členové jakýchkoli dříve vládnoucích rodů. Zrušení této "protihabsburské" klauzule prosadil člen strany zelených Ulrich Habsburg-Lothringen.
Prezident jmenuje kancléře, vicekancléře, ministry, státní tajemníky a soudce nejvyšších soudů. Prezident může kancléře a členy vlády také kdykoli odvolat. Kromě toho prezident podepisuje návrhy zákonů a je oprávněn rozpustit Národní radu a zemské zákonodárné sbory, podepisovat smlouvy se zahraničím, vládnout mimořádným dekretem a velet ozbrojeným silám. Většina těchto pravomocí však nebyla nikdy uplatněna.
Hlavním sídlem a pracovištěm prezidenta je Leopoldinské křídlo hradu Hofburg, který se nachází ve Vídni.